# Na promenádě
Na promenádě (francouzsky La Promenade) je raná impresionistická olejomalba francouzského malíře Augusta Renoira, namalovaná v roce 1870. Dílo zobrazuje mladý pár na výletě během procházky po lesní cestě. Obraz Na promenádě, ovlivněný stylem rokokového obrození v období druhého císařství, tak odráží starší styl a náměty umělců 18. století, jako byli Jean-Honoré Fragonard a Jean-Antoine Watteau. Dílo také vykazuje známky vlivu Clauda Moneta na Renoirův nový přístup k malbě.

## Dílo

### Pozadí

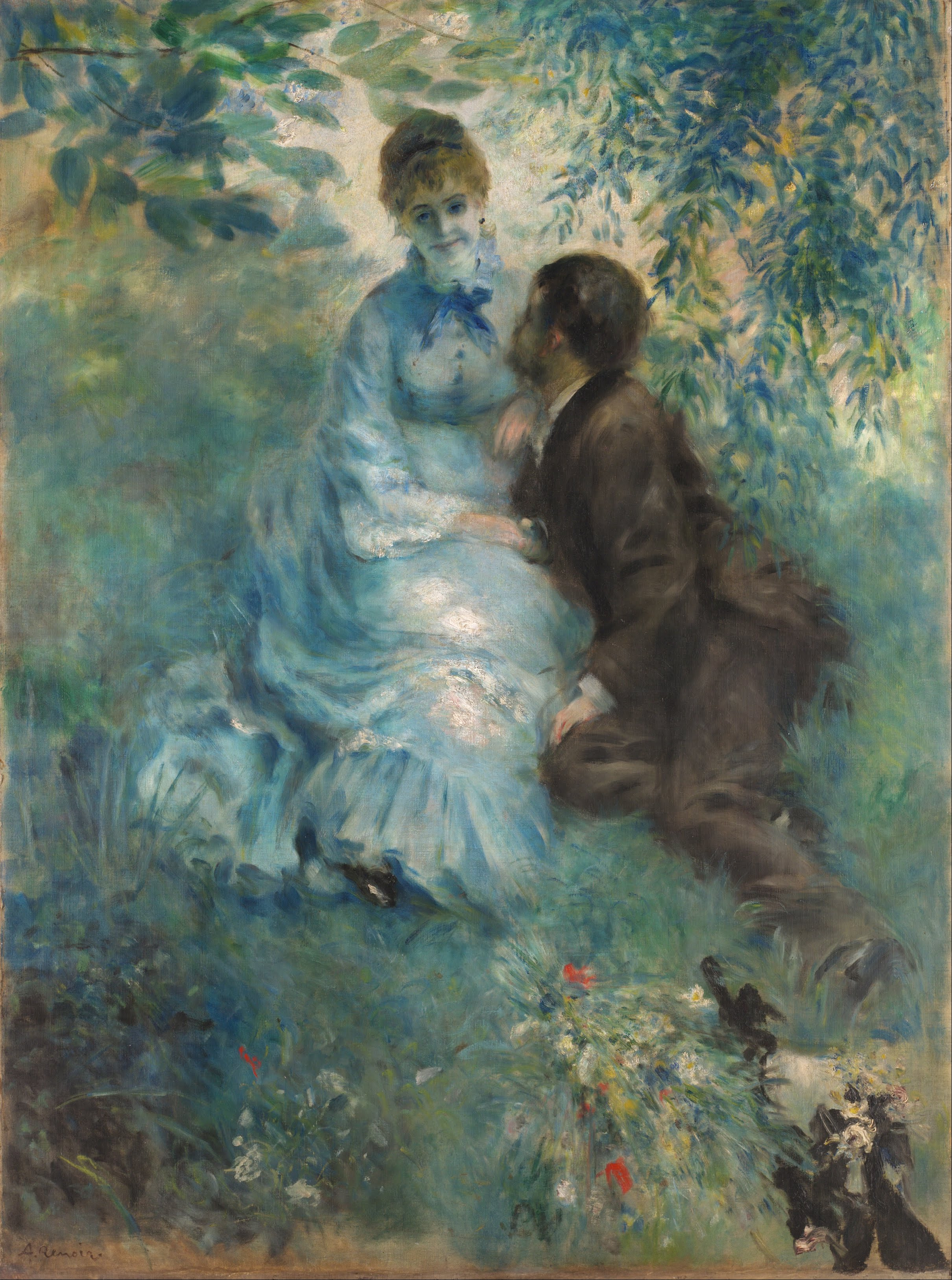
Milenci (1875)

Les byl oblíbeným námětem francouzských umělců 19. století, zejména les ve Fontainebleau. Ještě před Renoirem namaloval Claude Monet (1840–1926) obraz Bazille a Camille (Studie k obrazu Déjeuner sur l'Herbe) (1865), na němž je zachycen pár v lese. V roce 1869 trávili Renoir a Monet čas společným malováním v La Grenouillère. V roce 1870 pak žil Renoir se svou matkou v Louveciennes. V průběhu tohoto desetiletí se do módy vrátilo rokokové umění osmnáctého století pro které se Renoir nadchl. Francie vyhlásila 19. července 1870 válku Německu, čímž začala prusko-francouzská válka. Renoir byl odveden a sloužil čtyři měsíce u kavalerie, ale nikdy se bojů přímo nezúčastnil.

### Popis
Mladý muž, pravděpodobně lodník (canotier) vzhledem k jeho charakteristickému klobouku, drží za ruku mladou ženu na cestě obklopené křovím, snad na břehu Seiny, s náznakem nadcházejícího intimního setkání. Obraz milenců procházejících lesem vychází z oblíbeného rokokového námětu. Interpretace figurálních modelů se různí. Obecně se má za to, že modelem pro ženu na obraze Na promenádě byla Lise Tréhot, Renoirova oblíbená modelka a společnice v jeho raném salónním období. V minulosti se mělo za to, že mužem na obraze je krajinář Alfred Sisley (1839–1899) a ženou Rapha, společnice hudebníka Edmonda Maîtreho (1840–1898).
Původní název obrazu není znám. Poprvé dostal název La Promenade od nejmenovaných majitelů díla, když bylo v roce 1898 vystaveno k prodeji. Teprve v roce 1941 se objevily otázky ohledně původního názvu. Renoir byl známý tím, že se důrazně ohrazoval proti sentimentálním názvům, které na jeho dílo aplikovali jiní. „Proč dávají mým obrazům jména, která nikdy nepředstavují důvod, proč jsem namaloval ten či onen námět? Moje radost spočívá v malování a nikdy jsem neměl na mysli malovat námět předem vymyšlený“, řekl Renoir v pozdějších letech. V roce 1876 Renoir vystavil obraz s identickým názvem La Promenade, ale toto dílo vešlo později ve známost pod názvem Matka a děti (francouzsky Mère et Enfants).

### Přijetí kritikou
V komentáři k výstavě Počátky impresionismu (1994-95) Henri Loyrette napsal, že se obrazu Na promenádě „konečně podařilo to, o co Renoir tak dlouho a marně usiloval: začlenění figury do krajiny“. Loyrette si všímá vlivu Moneta v Na promenádě a změny Renoirova stylu od Snoubenců (Les Fiancés) (1868). Vliv impresionistů na Renoira, píše Perrin Steinová, vedl k tomu, že stále častěji používal paletu vysokých tónů. Renoirova „lehkost a jemnost doteku“ zde podle kunsthistorika Johna House připomíná rokokového malíře Jeana-Honoré Fragonarda (1732–1806). Kritici v tomto díle spatřují také vliv Jeana-Antoina Watteaua (1684–1721), zejména v Renoirově použití důvěrné dvojice v lese, což je motiv zpopularizovaný ve výjevech Watteauova žánru fête galante.

### Další tvorba
Kromě Promenády se Renoir věnoval rokokovým tématům i v několika dalších dílech včetně Milenců (1875) a Důvěrné (1878). V roce 1883 vytvořil Renoir pro francouzskou literární revue La Vie Moderne kresbu nazvanou Pár na stráni, která vycházela z jeho díla Na promenádě, ale byla přepracována tak, aby zobrazovala jiné úhly a pozice původních postav.